# 北川絵美 (AV女優)
北川 絵美（きたがわ えみ、1982年3月24日 - ）は、日本の元AV女優、元女優。
AV女優の北川明花（現・明花）は従姉妹である。AVデビュー前には清純系女優として映画、Vシネマ等に出演している。
血液型：B型。身長：156cm。スリーサイズ：B86（E）・W58・H84。

## 略歴
東京都出身。1998年、芸能界デビュー。映画やVシネマなどで活躍。2004年、AV女優に転身。アトラス21専属女優となる。2006年、芸能活動を一時休止。2007年5月、引退。

## 作品

### アダルトビデオ
2004年
- 恋を抱きしめて（11月30日（レンタル） / 11月26日（セル）、アトラス21）
- Pretty Blue（12月24日（レンタル） / 12月17日（セル）、アトラス21）

2005年
- ペルソナ・ルージュ（1月24日（レンタル） / 1月21日（セル）、アトラス21）
- 甘い予感（2月23日（レンタル） / 2月18日（セル）、アトラス21）
- パンストラヴァーズ（3月24日、アトラス21）
- 猥褻エロジェンヌ（4月22日（レンタル） / 4月20日（セル）、アトラス21）
- 生リアル 北川絵美（5月25日（レンタル） / 5月20日（セル）、アトラス21）
- in my room（6月22日（レンタル） / 6月24日（セル）、アトラス21）
- ダブル・エクスタシー（7月22日（レンタル） / 7月20日（セル）、アトラス21） 共演:北川明花
- 裸の二人（7月22日、アトラス21） 共演:北川明花
- THE出血大制服 4（8月25日（レンタル） / 8月19日（セル）、アトラス21）
- EMIX（9月16日、アトラス21）
- 北川絵美が犯しちゃうぞ（10月6日、SODクリエイト）
- 北川絵美とコスっちゃお（ハート） 〜僕の可愛いご奉仕ペット〜（11月4日、SODクリエイト）
- 完全陵辱！ IV 泣き叫びながらも卑猥に反応する絵美の肉体（からだ）（12月4日、SODクリエイト）

2006年
- 「超」ヤリまくり！イキまくり！24時間 北川絵美完全ドッキリSPECIAL!! 〜ビデオSHOP・撮影スタジオ・SOD社内・ホテルetc〜24時間いろんな場所で（1月4日、SODクリエイト）
- 痴漢地獄 北川絵美電車・バス・トイレ・エレベーター（2月4日、SODクリエイト）
- 催眠 Psychedelic Fuck（3月16日、SODクリエイト）
- 北川絵美の中出し天国 〜ナース編（4月20日、SODクリエイト）
- 美人女教師 涙の生中出し輪姦レイプ（5月18日、SODクリエイト）
- 女教師 中出し20連発 北川絵美 聖職者に残酷な惨劇（6月8日、アイエナジー）
- ウルトラ スレスレ モザイク NO．05 中出しの瞬間がウルモザ＆2画面構成！（7月6日、アイエナジー）
- FACE 95（9月1日、アウダースジャパン）
- 催眠 赤 ＃24 〜キャラクターチェンジ〜（9月1日、アウダースジャパン）
- 雌女anthology ＃040 「女の口は嘘をつく。」（11月3日、アウダースジャパン）
- 痴漢猥褻男（12月7日、アイエナジー）他出演:@YOU、三津なつみ、上原留華、中野美奈、唯川純、姫野りむ、黒沢愛、元村あゆみ

2007年
- 女怪盗 女豹5 女豹と女豹ハンター（2月7日、アタッカーズ）共演:南波杏
- 夫の目の前で犯されて― 義姉の恥態（6月7日、アタッカーズ/死夜悪）
- 女教師・堕ちるまで…屈辱のメス奴隷契約（8月7日、アタッカーズ）

### オリジナルビデオ
- 女復讐人 [1]（2004年10月1日（レンタル） / 2004年11月1日（セル）、エンゲル）共演:綾乃梓、北川明花、矢縄沙弓
- 異常性欲リポート 激ナマSEX研究所 [2]（2005年5月16日、新東宝）共演：佐々木麻由子、風間今日子
- 義母教師/恥辱にまみれて [3]（2005年11月12日、ビーエムドットスリー）共演：環あかり、宮里亮
- 誰かに見られてる [4]（2006年4月28日、レジェント・ピクチャーズ）共演：北川明花、畠山寛、村山健太、広世克則、梨木奈穂美、馬場良平、鈴木達也
- くりいむレモン プールサイドの亜美[5]（2006年10月27日、フルメディア）共演：渡辺琢磨、安間里恵、小崎愛美理、江連健司

## 出演

### TVドラマ
- 特命係長 只野仁 1stシーズン 最終話（2003年、テレビ朝日）
- 牙狼<GARO> （2005年、テレビ東京）- 絵画の女、ルナーケン
- 夜王 （2006年、TBS）
- 月曜ゴールデン・どケチ弁護士・山田播磨の温泉事件記（2006年11月、TBS）

### 映画
- 凶気の桜 （2002年）
- 誰も知らない （2004年）
- OLDK オーエルディーケー （2004年）[6]
- 白竜 3　～非情のバトルロワイヤル～

その他数作。他、Vシネマにも多数出演。

### ピンク映画
- 絶倫69歳 和服新妻の初夜 [7]（エクセス・フィルム）- 小林里佳 役
- 処女花嫁 初めての悦び [8]（2004年10月21日、オーピー映画）
- 便利屋家政婦 鍵の穴から [9]（エクセス・フィルム） - 共演：吉本雅
- 桃尻姉妹 恥毛の香り [10]（2004年12月11日、オーピー映画） - 共演：北川明花
- 若義母 母と呼べない・・・ (2006年10月6日、マーメイド)
- 催眠エクスタシー　覗かれた性交癖 [11]（2007年1月12日、オーピー映画）- 微睡（まどろみ）役

### CM
- 大塚製薬「カロリーメイト」（1998年）

## 写真集
- EMI （2004年、リイド社、ISBN 4845827565）